# Petar Merkov
Petar Merkov (em búlgaro:  Петър Христов Мерков, Plovdiv, Plovdiv, 3 de novembro de 1976) é um ex-canoísta búlgaro especialista em provas de velocidade.

## Carreira
Foi vencedor das medalhas de prata em K-1 500 m e K-1 1000 m em Sydney 2000.